# Zilverbrauwtiran
De zilverbrauwtiran (Polystictus superciliaris) is een zangvogel uit de familie der tirannen (Tyrannidae).

## Kenmerken
De zilverbrauwtiran is een kleine vogel met een grijze kop. Deze vogel heeft bruine ogen welke zijn omringd door een smalle witte oogring met daarboven een witte wenkbrauwstreep (supercilium). Van boven is de vogel bruingrijs en van onder oranje buff. De lichaamslengte bedraagt 9 centimeter.

## Verspreiding en leefgebied
Deze vogel is endemisch in Brazilië, waar hij voorkomt van Bahia tot Minas Gerais en São Paulo. Zijn natuurlijke habitat is droge savanne en subtropisch of tropisch hooggelegen struikgewas op een hoogte tot 1600 meter boven zeeniveau. De habitats bevinden zich in drie verschillende biomen: Atlantisch Woud, Caatinga en Cerrado.

## Status
De grootte van de populatie is niet gekwantificeerd, maar door habitatverlies zijn trends in populatie-aantallen dalend. Om deze redenen staat de zilverbrauwtiran als gevoelig op de Rode Lijst van de IUCN.